# Barry Railway Composite 5
Die gemischtklassigen dreiachsigen Abteilwagen (im Englischen mit Composite bezeichnet) nach Musterblatt 5 der britischen Barry Railway wurden ab 1895 gebaut.

## Geschichte
Zwischen 1895 und 1900 entstanden insgesamt 19 dreiachsige Abteilwagen der 1. und 2. Klasse mit Seitentüren ohne Seitengang. Diese hatten zwei Abteile 1. Klasse mit jeweils acht Sitzplätzen und drei Abteile 2. Klasse mit je zehn Plätzen.
| Hersteller                                 | Baujahr | Anzahl | Wagennummern |
| ------------------------------------------ | ------- | ------ | ------------ |
| Ashbury Railway Carriage and Iron Company  | 1895    | 6      | 158–163      |
| Ashbury Railway Carriage and Iron Company  | 1896    | 4      | 164–167      |
| Ashbury Railway Carriage and Iron Company  | 1898    | 7      | 168–174      |
| Oldbury Railway Carriage and Wagon Company | 1900    | 2      | 175–176      |

Mit der Übernahme der Barry Railway durch die Great Western Railway (GWR) am 1. Januar 1922 gingen die Wagen an die GWR über. 

## Wagen 163
Der Wagen mit der Nummer 163 ist erhalten geblieben. Er wurde 1895 bei der Ashbury Railway Carriage and Iron Company gebaut und hatte bis zur Umnummerierung 1910 die Nummer 15. Nach der Übernahme durch die GWR bekam er die Nummer 6058. Am 24. November 1928 wurde er ausgemustert und der Aufbau nach Clent Hills in Worcestershire verkauft, wo er in ein Ferienhaus integriert wurde. Im April 1992 wurden die Überreste gerettet und zum Bahnhof Hampton Loade der Severn Valley Railway gebracht. 2001 wurde ein passendes Fahrgestell eines 1937 gebauten zweiachsigen Wagen der früheren Southern Railway beschafft. Nachdem dieses auf das passende Maß gekürzt worden war, wurde der Wagenkasten am 16. August 2003 darauf montiert. Seit 2009 wird der Wagen stückweise vom Barry Railway Carriage Trust restauriert und soll nach Fertigstellung bei einer Museumsbahn in Betrieb genommen werden.